# 威廉·埃文斯
威廉·埃文斯（英語：William Evans，1932年9月13日—2020年11月22日），生于肯塔基州伯里亚，美国前男子篮球运动员。他曾代表美国获得1956年夏季奥运会篮球比赛男子金牌。他也在1959年泛美运动会上获得一枚金牌。